# Lika Nüssli

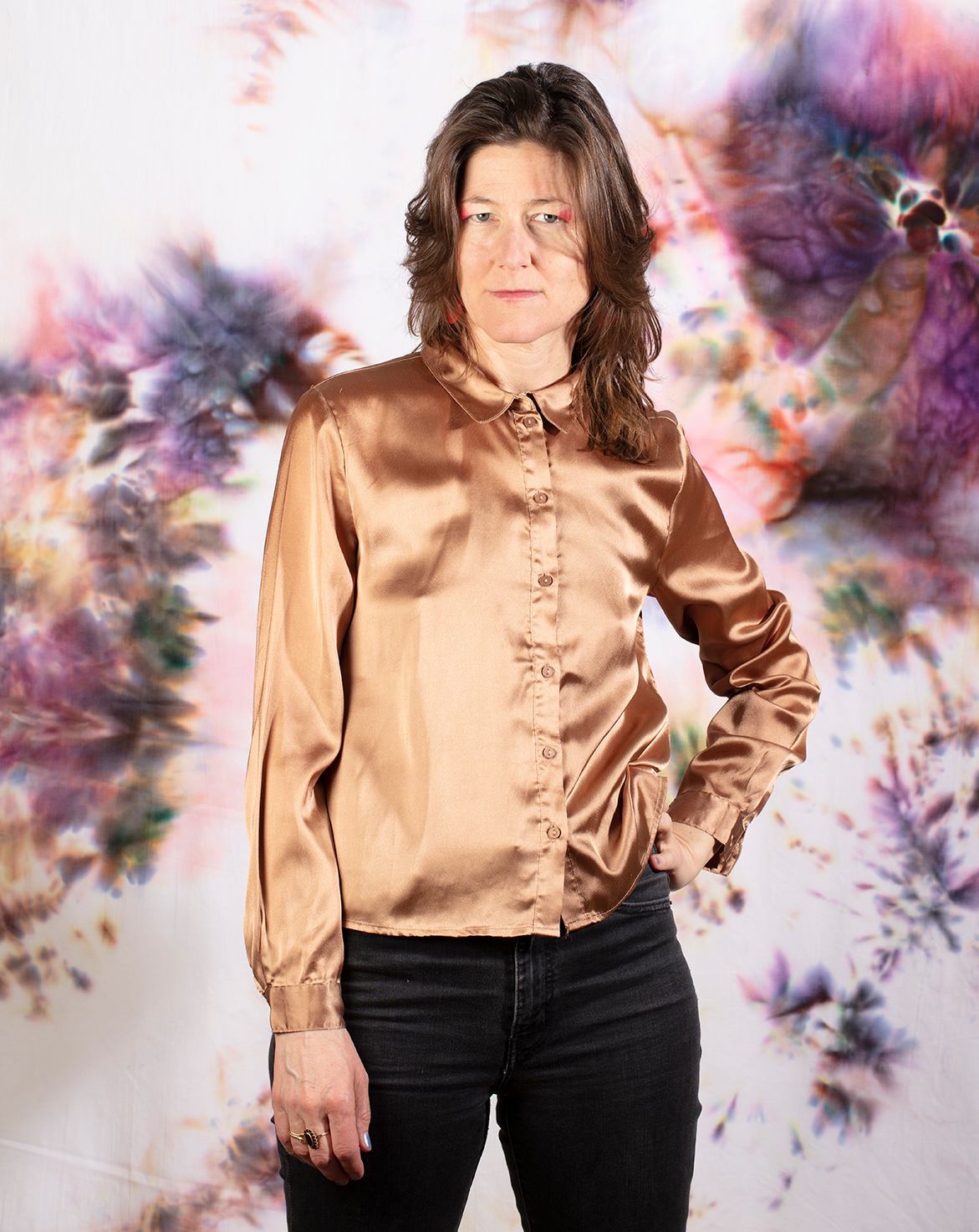
Lika Nüssli (2023)

Angelika Nüssli, Künstlername Lika Nüssli (geboren 2. Dezember 1973 in Flawil), ist eine Schweizer Künstlerin in den Bereichen Malerei, Zeichnung, Aktionskunst, Buchillustration und Graphic Novel.

## Leben
Lika Nüssli wuchs in der Ostschweiz auf. Ihre Eltern betrieben als Wirtsleute ein Restaurant in Gossau. Sie absolvierte 1993 zunächst eine Ausbildung als Textildesignerin beim Atelier Ultramarin in Herisau. Im Jahr 1998 wurde ihre Tochter geboren. Im Jahr 2001 schloss sie mit einem Bachelor im Fach Illustration ihr Studium an der Hochschule Luzern im Fachbereich Design und Kunst ab. Seit 2003 arbeitet sie als freischaffende Künstlerin in St. Gallen.

## Werk
Charakteristisch für Nüsslis Werk ist die Verbindung von Elementen aus den Bereichen Zeichnung, Comic, Malerei, Installation, Performance, Video und Text. Oft entstehen Arbeiten während längeren Aufenthalten in Belgrad, Paris, Sankt Petersburg, Moskau, Kairo, Palästina oder Nairs.
Nüssli wurde mit ihren zeichnerischen Arbeiten und Comics mehrfach zum Fumetto-Comic-Festival Luzern eingeladen. Sie organisiert daneben im Rahmen des Literaturfestivals Wortlaut die Reihe Lechts. Sie erhielt 2014 den Werkbeitrag der Stadt St. Gallen, 2015 den Werkbeitrag des Kantons St. Gallen, 2016 das Comicstipendium der Deutschschweizer Städte und 2020 den Comic-Werkbeitrag von Pro Helvetia. Das mit Andrea Gerster realisierte Heft des Schweizerischen Jugendschriftenwerks, Moni heisst mein Pony, gelangte auf die Shortlist zum Schweizer Kinder- und Jugendbuchpreis. Daneben ist sie Mitglied des Performance-Art-Netzwerks PANCH und fungiert als Herausgeberin der Comic-Zeitschrift Strapazin.

### Graphic Novels und Zeichnungen
In ihren Graphic Novels arbeitet Nüssli zum Teil auch mit biografischem Material. In den Zeichnungen zu Vergiss dich nicht aus dem Jahr 2018 setzte sie sich mit der Demenzerkrankung ihrer 1930 geborenen Mutter auseinander. Die Heimbesuche hielt Nüssli in metaphorischen Zeichnungen realer Abbilder anderer Heimbewohnerinnen und Heimbewohner oder des Heimpersonals fest.
Über eine Station in der Kindheit und Jugend ihres Vaters Ernst Nüssli veröffentlichte sie im Jahr 2022 Starkes Ding: Die Geschichte eines Verdingkindes, basierend auf den Erinnerungen meines Vaters, für die sie zwischenzeitlich mehrfach ausgezeichnet wurde. Idee und Zeichnungen zum Buch entstanden im Rahmen eines sechsmonatigen Atelierstipendiums der Kulturstiftung Thurgau in Belgrad. Während des Lockdowns im Zuge der COVID-19-Pandemie telefonierte sie dazu häufig mit dem Vater. In der Graphic Novel setzte sie sich mit einer Form der Kinder-Zwangsarbeit auseinander, die in der Schweiz bis in die 1970er Jahre praktiziert wurde. Ihr Vater hatte sechs Geschwister und lebte auf einem Bauernhof in der Schweiz. Mit knapp zwölf Jahren, im Jahr 1949, wurde er, zusammen mit seiner Schwester Berteli, als sogenanntes Verdingkind auf einen anderen Hof geschickt, wo er rund viereinhalb Jahre lebte und arbeitete, gegen einen kleinen Geldbetrag, den seine Eltern dafür erhielten. Der Vater besuchte nur acht Jahre lang die Schule und absolvierte auch im Anschluss keine Ausbildung. Er arbeitete im Anschluss an seine Zeit als Verdingkind als Knecht auf einem anderen Hof, als Fahrer für die Supermarktkette Migros und nach der Heirat mit der Wirtin des Restaurants Schäfli in Gossau, Lika Nüsslis Mutter, als Wirt. Diese Graphic Novel arbeitet mit Einflüssen der Senntumsmalerei, einer Form der Bauernmalerei, die im 19. Jahrhundert im Toggenburg, wo ihr Vater aufwuchs, und dem Appenzellerland entstand. Charakteristisch daran ist eine bilderbuchartige Malweise, so sind Größenverhältnisse perspektivisch verkehrt, wie Nüssli in einem Interview gegenüber dem Magazin Fluter ausführte, „etwa eine Kuh, die irgendwo auf einem Berg steht und dann halt riesengroß ist“. Die Originalzeichnungen der Graphic Novel wurden 2022 im Cartoonmuseum Basel ausgestellt.

### Aktionskunst
Im Sommer 2018 verbrachte sie im Rahmen einer Künstlerresidenz fünf Monate in Paris in der Cité des Arts im Stadtteil Marais. Während dieses Aufenthalts realisierte sie weitere Actions dehors im öffentlichen Raum, die sie bereits zuvor in der Schweiz begonnen hatte. In deren Verlauf bemalte sie an Orten in der Stadt Stoffe, so in der Nähe des Louvre und des Palais de Tokyo, aber auch an Orten, an denen Obdachlose übernachteten und beim Canal St. Martin, an dem Geflüchtete in Zelten lebten. Die gefärbten Stoffe wusch sie an anderen Orten aus. In diesem Zusammenhang entstand auch die Performance Fontaine de femme, die auf Videomaterial dokumentiert wurde. In einem Park in Ivry-sur-Seine reaktivierte sie einen stillgelegten Brunnen, der eine liegende nackte Frau in Treppen aus weißem Marmor nachbildet. An diesem Brunnen wusch sie mit Wasser aus Wasserflaschen einen der in Paris bemalten Stoffe aus.
Mit As long as I can be a sculpture, I don't wanna die mit Marc Jenny war sie Finalistin für den Swiss Performance Art Award 2021.
In der Aktion I Adore you im Stadtraum von St. Gallen befasste sie sich 2023 im Rahmen des Wiborada-Projektes 2021–2026 mit der für die Stadtgeschichte bedeutsamen Märtyrerin Wiborada aus feministischer Perspektive. Sie suchte an sieben Tagen sieben historische Stätten St. Gallens auf, die in der Geschichtsschreibung mit dem Wirken von Männern verbunden werden, etwa das Baignoire (Herrenbad) am Fusse der Mülenenschlucht, das Vadian-Denkmal, die Klosterwiese oder das frühere Prostituiertenviertel in der Engelgasse. Sie trug während der Aktion ein weißes Nonnenhabit und bat Passanten, sie mit hellrosa Farbe zu übergießen. Die Farbe stand dabei symbolisch für das Blut, das Wiborada bei ihrem gewaltsamen Tod vergossen haben soll, jedoch positiv gewendet: „Rosa stehe für Anerkennung und Wertschätzung und helles Rosa für Anmut, Freude und Dankbarkeit“, so die Künstlerin gegenüber dem St. Galler Tagblatt. Am achten Tag der Aktion setzte sie in der Kirche St. Mangen, an der Stelle, an der sich das Grab Wiboradas einst befunden haben soll, ein sogenanntes ‚Ritual der Liebe‘ um. Nach der Aktion wurde das mit rosa Farbe gefärbte Kleid, das sie während der Performance getragen hatte, auf den mit Klebeband in den Dimensionen einer Grabstelle markierten Boden gelegt und den Monat Mai über als Artefakt oder auch moderne Reliquie in der Kirche ausgestellt.

## Auszeichnungen
- 2006: Schweizer Bilderbuchpreis für Unterm Bett ein Wunderstein[3]
- 2011: European Newspaper Award 12+1, zusammen mit der WOZ in der Kategorie «Sonderseiten» für die Illustration einer Geschichte von Franz Hohler (WOZ Nr. 25/11)[12]
- 2023: Schweizer Literaturpreis für Starkes Ding
- 2023: Most Beautiful Swiss Books für Starkes Ding

## Ausstellungen (Auswahl)

### Einzelausstellungen
- 2010: Rathaus St. Gallen
- 2011: Alte Kaserne Winterthur
- 2015: Kunst im Bauhof, Winterthur
- 2019: New Ghost, Installation und Performance, Werkschau Thurgau, Kunsthalle Arbon
- 2021: La vie est un long fleuve, grossformatige Aquarelle und Zeichnungen, Kunstraum Kreuzlingen
- 2022: The Fall, Installation und Performance, Klause St. Gallen
- 2022: Lika Nüssli. Im Taumel. Cartoonmuseum Basel

### Gruppenausstellungen
- 2015: Side by Side, Pas de Deux 2, Boom Comix-Festival, St. Petersburg
- 2020: Schöne neue Welt, Gluri Suter Huus Wettingen
- 2020: Cvijeta Zuzoric Art Pavilion Belgrad

## Publikationen
- Unterm Bett ein Wunderstein. Atlantis Kinderbuch, Zürich 2006, ISBN 978-3-7152-0525-0.
- Ueli Ambühl: Leni holt Hilfe. Atlantis Verlag, Zürich 2008, ISBN 978-3-7152-0558-8.
- Tim Krohn: Platons Höhle, SJW Schweiz, Zürich 2009, ISBN 978-3-7269-0550-7.
- Tim Krohn: Wolkenkuckucksheim. SJW Schweiz, Zürich 2010, ISBN 978-3-7269-0570-5.
  - Coucouville-les-Nuées. SJW Schweiz, Zürich 2010, ISBN 978-3-7269-0571-2 (französischsprachige Ausgabe)
- Brigitte Schär: 5 winzig kleine Zwerge. SJW Schweiz, Zürich 2011, ISBN 978-3-7269-0580-4.
- Brigitte Schär: Anker lichten, Segel setzen! 21 witzige und erstaunliche Geschichten-Lieder. Grenzland-Produktion 2011, ISBN 978-3-9522398-1-0.
- Alexandra Lavizzari: Dream. SJW Schweiz, Zürich 2012, ISBN 978-3-7269-0615-3.
  - Dream. Übersetzt von Manfred Gross. SJW Schweiz, Zürich 2012, ISBN 978-3-7269-0267-4. (rätoromanische Ausgabe)
  - Dream. Übersetzt von Marielle Larré. SJW Schweiz, Zürich 2012, ISBN 978-3-7269-0616-0. (französischsprachige Ausgabe)
- Andrea Gerster: The Best of Tarantino. SJW Schweiz, Zürich 2014, ISBN 978-3-7269-0635-1.
- Roman Riklin: Es Schlaflied für de Igel: e Guetnacht-Gschicht vo Marius & die Jagdkapelle mit Bilder vo de Lika Nüssli. Zytglogge, Bern 2008 (2. Auflage 2017), ISBN 978-3-7296-0959-4. (auf schweizerdeutsch)
- Josef Felix Müller (Hrsg.): Vergiss dich nicht. Vexer Verlag, St. Gallen 2018, ISBN 978-3-909090-91-4.
- Starkes Ding: Die Geschichte eines Verdingkindes, basierend auf den Erinnerungen meines Vaters. Edition Moderne, Zürich 2022, ISBN 978-3-03731-227-8.
- Une Enfance de paille. Atrabile, Genf 2023, ISBN 978-2-88923-130-0. (auf Französisch)
- Little Terror. art&fiction, Genf 2023, ISBN 978-2-88964-056-0.